# Jean-Baptiste Cardon
Pour les articles homonymes, voir Cardon (homonymie).
Jean-Baptiste Cardon (né en 1760 à Rethel; décédé le 11 mars 1803 à Saint-Pétersbourg) est un harpiste et compositeur français.

## Biographie
Jean-Baptiste Cardon était fils du violoniste et compositeur Jean-Guillain Cardon. Le père après avoir été nommé violoniste de la cour à Versailles, a italianisé son nom à Giovanni Battista Cardoni, ce qui a entraîné dans les premières biographies, entre autres celle de François-Joseph Fétis, une confusion fréquente avec son fils. Louis-Stanislas Cardon (1761-1797) frère de Jean-Baptiste, était également violoniste et compositeur. Ce dernier alors âgé de quinze ans, est entré comme harpiste au service de Marie-Thérèse de Savoie, qui était connue comme la comtesse d'Artois et à qui il a dédié à ses quatre sonates pour harpe op. 1. Très tôt, il a commencé à publier ses propres œuvres, d'abord sous le nom Cardon fils, puis à partir de l'Op. 19, sous le nom de Jean-Baptiste Cardon. Dans les années 1780, il a épousé l'actrice Charlotte-Rosalie Pitrot. En 1785, il a effectué une tournée à Londres. Peu avant son émigration vers la Russie, il a peut-être travaillé dans le Mecklembourg-Schwerin.
En raison de la tourmente de la Révolution française, la tsarine Catherine II de Russie a offert à nombreux artistes de séjourner en toute sécurité à Saint-Pétersbourg, proposition que Cardon a également acceptée. À partir de 1789, il est devenu membre de l'orchestre et professeur de musique du Comte Nikolaï Petrovitch Cheremetiev (1751-1809), mécène et directeur du Théâtre Impérial. En septembre 1790 Cardon a été nommé au Zarenhof, où un an plus tard, il a reçu le titre de violon solo. Après la fin de son contrat, il est entré au service de Pavel Petrovich, plus tard devenu l'empereur Paul Ier. En particulier, il a enseigné la harpe aux filles de ce dernier. 
Les compositions tardives de Cardon sont marquées par la culture russe. Comme le fera au plus tard le harpiste Carl Oberthür (1819-1895), Cardon a introduit dans ses œuvres des mélodies et des thèmes de la musique folklorique.
Son livre L'Art de jouer de la Harpe paru en 1784 est une continuation importante de la méthode de harpe de Pierre-Joseph Cousineau, son éditeur parisien, luthier et compositeur. Cardon a beaucoup développé la technique de son instrument, contribuant ainsi à une virtuosité jusque-là inconnue dans l'art de jouer de la harpe.
En 1802, Jean-Baptiste Cardon est revenu brièvement à Paris pour préparer son retour définitif à Paris, puis il est revenu en Russie, mais il est mort peu de temps après son arrivée à Saint-Pétersbourg.
Sa première épouse ne supportant pas le climat était retourné en France en 1791 et le mariage avait été rompu. En 1793, Jean-Baptiste a rencontré Marie-Carolina Champeau-Gramma. Une fille du couple est née en 1796. Les époux se sont mariés en 1801 selon le rite catholique romain. 
Un litige portant sur la succession de Jean-Baptiste est né entre ses frères survivants et sa seconde épouse et a duré de nombreuses années. Les français refusaient de reconnaître le second mariage et d'appliquer la loi en vigueur. Ce litige est devenu un précédent juridique bien connu, qui est entré dans les livres de référence de droit.

## Œuvres
- Quatre sonates pour harpe op. 1.
- Deux symphonies concertantes pour la harpe avec accompagnement de deux violons, alto et basse. (1787)
- Quatre Quatuors concertants pour une harpe, un violon et un violoncelle op. 20.
- 2 Trios (1790)
- Trois sonates pour harpe avec accompagnement d’un violon op. 11 (vers 1800)
- Concerto pour harpe op. 21.